# Vezirhan, Bilecik
Vezirhan là một thị trấn thuộc thành phố Bilecik, tỉnh Bilecik, Thổ Nhĩ Kỳ. Dân số thời điểm năm 2011 là 3.123 người.